# Université d'Ulsan
L'université d'Ulsan (en hangul : 울산대학교) est une université sud-coréenne située dans le dong Mu-guh de la ville  d'Ulsan. 
Un institut de technologie est créé à Ulsan le 19 février 1969 et le statut d'université est accordé le 1er mars 1985. L'université est composée de 11 départements et environ 10 500 étudiants y sont inscrits.
L'université reçoit un large financement de l'entreprise Hyundai, dont le quartier-général est à Ulsan.

## Présidents de l'université
- Lee Kwan du  1er mars 1985 au 15 mars 1988
- Lee Sang-ju du 16 mars 1988 au ?
- Koo Bon-ho du 1er mars 1996 au 9 mars 2000
- Bai Moo-ki du 10 mars 2000 au 30 juin 2003
- Chung Chung-kil depuis le 30 juin 2003.

## Personnalités liées à l'université
- Kim Su-ji (1998-), plongeuse
- Seol Young-woo (1998-), footballeur